# Liste von Persönlichkeiten der Stadt Saratow
Die Liste von Persönlichkeiten der Stadt Saratow enthält die in der russischen Stadt Saratow geborene und verstorbene Persönlichkeiten sowie solche, die in Saratow gewirkt haben, dabei jedoch andernorts geboren wurden. Die Liste erhebt keinen Anspruch auf Vollständigkeit.

## Söhne und Töchter der Stadt Saratow

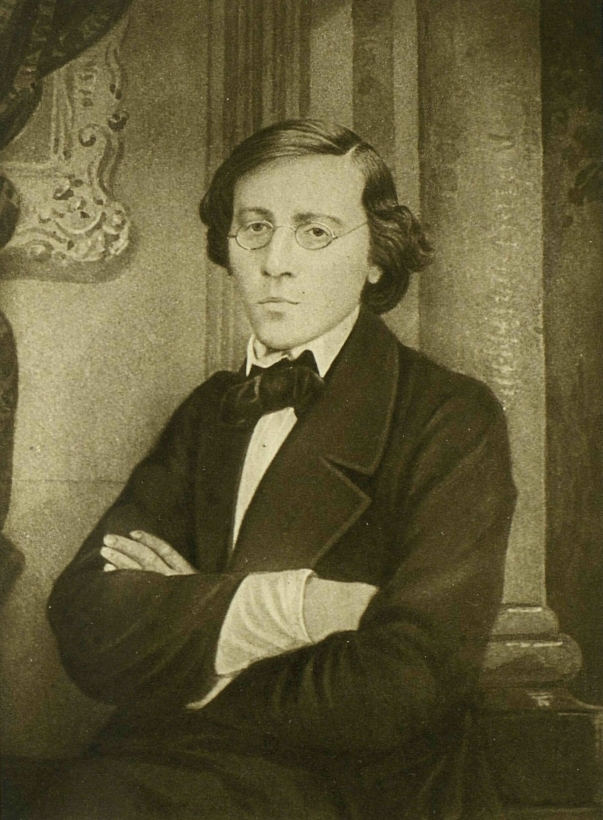
Nikolai Tschernyschewski
(1828–1889)

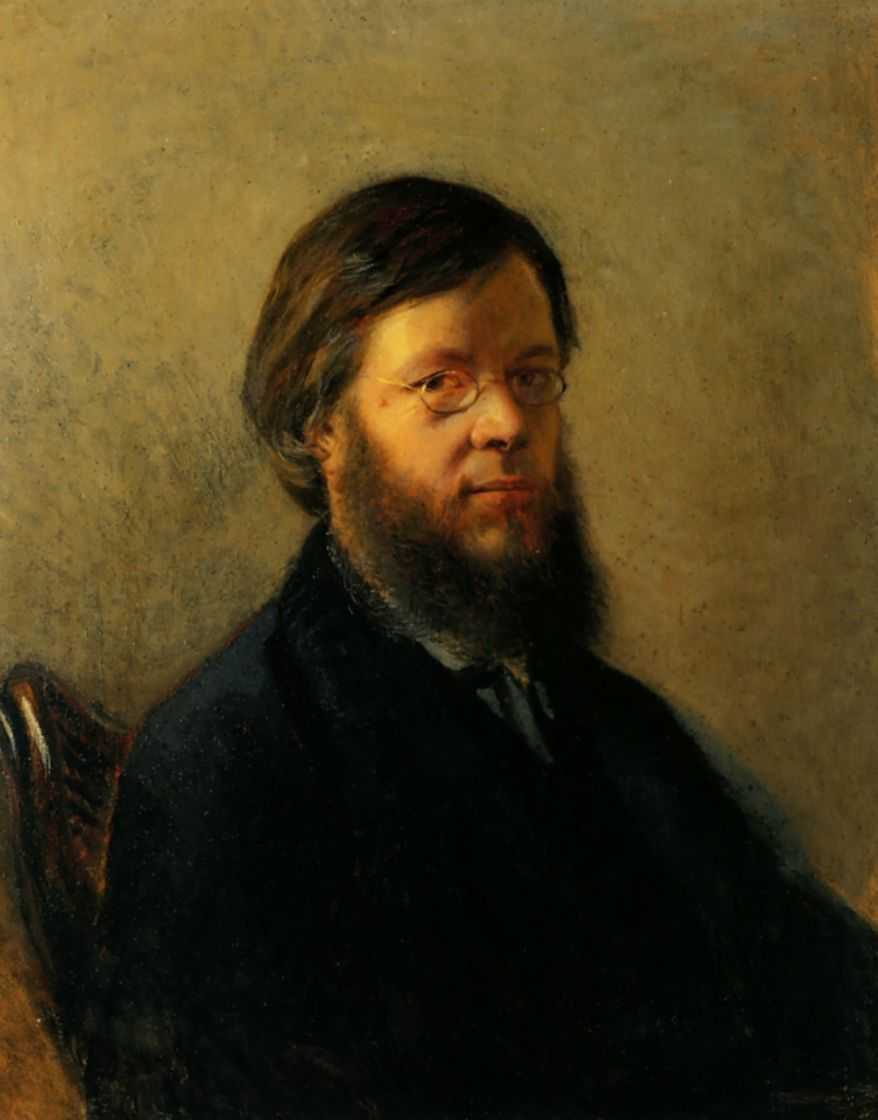
Alexander Pypin
(1833–1904)

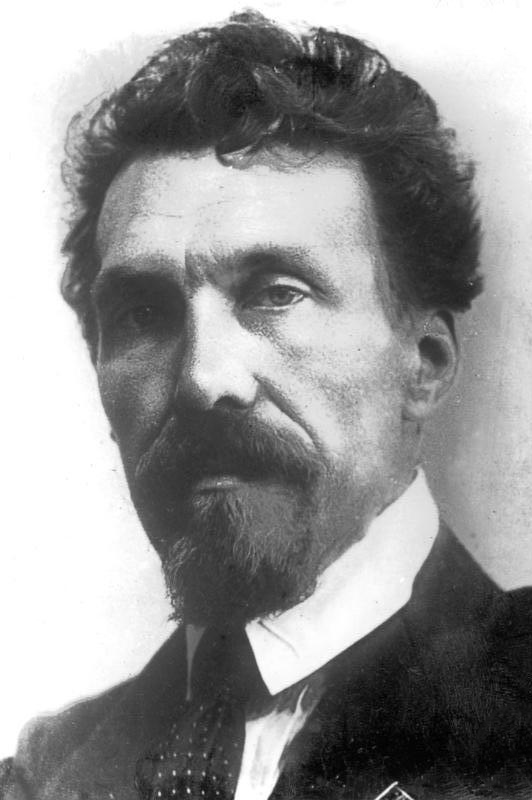
Alexei Rykow
(1881–1938)

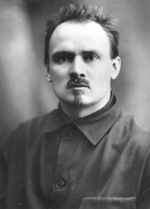
Georgi Oppokow
(1888–1938)

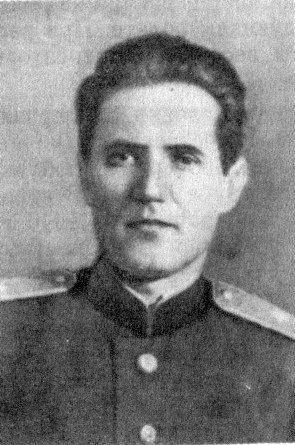
Wiktor Bolchowitinow
(1899–1970)

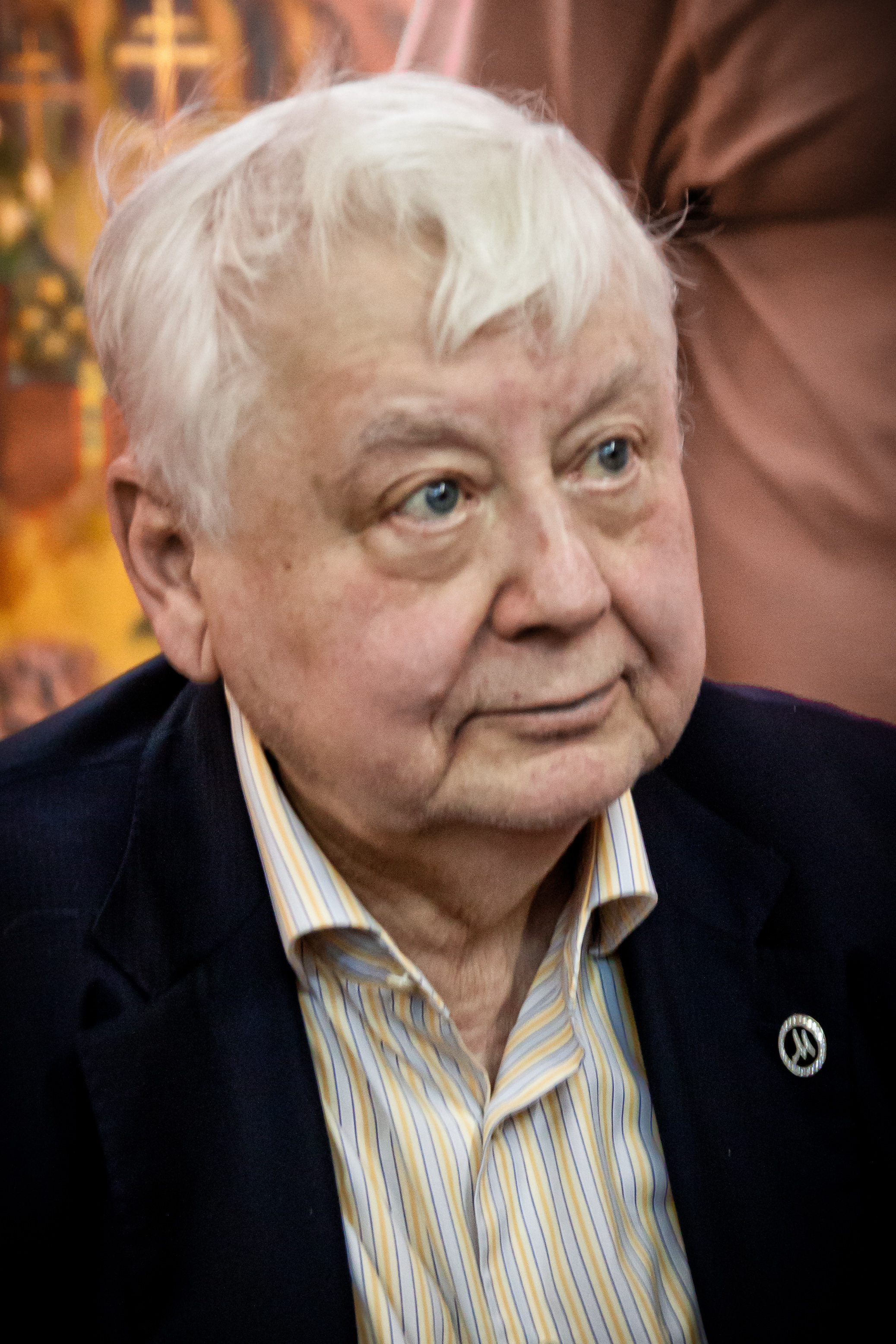
Oleg Tabakow
(1935–2018)

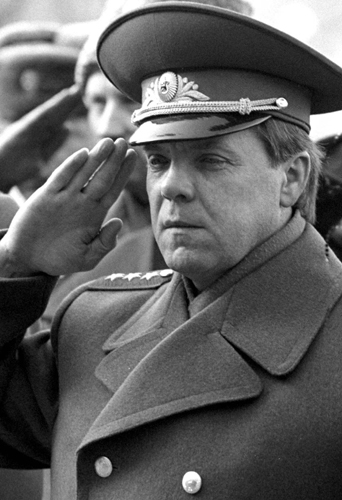
Boris Gromow
(* 1943)

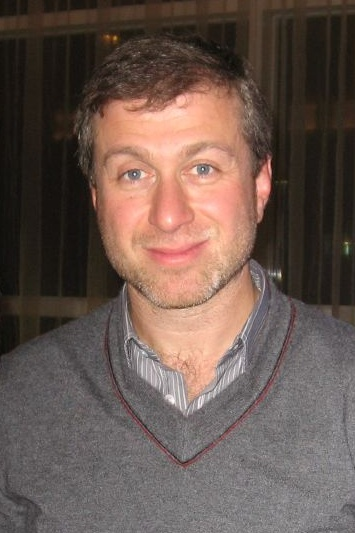
Roman Abramowitsch
(* 1966)

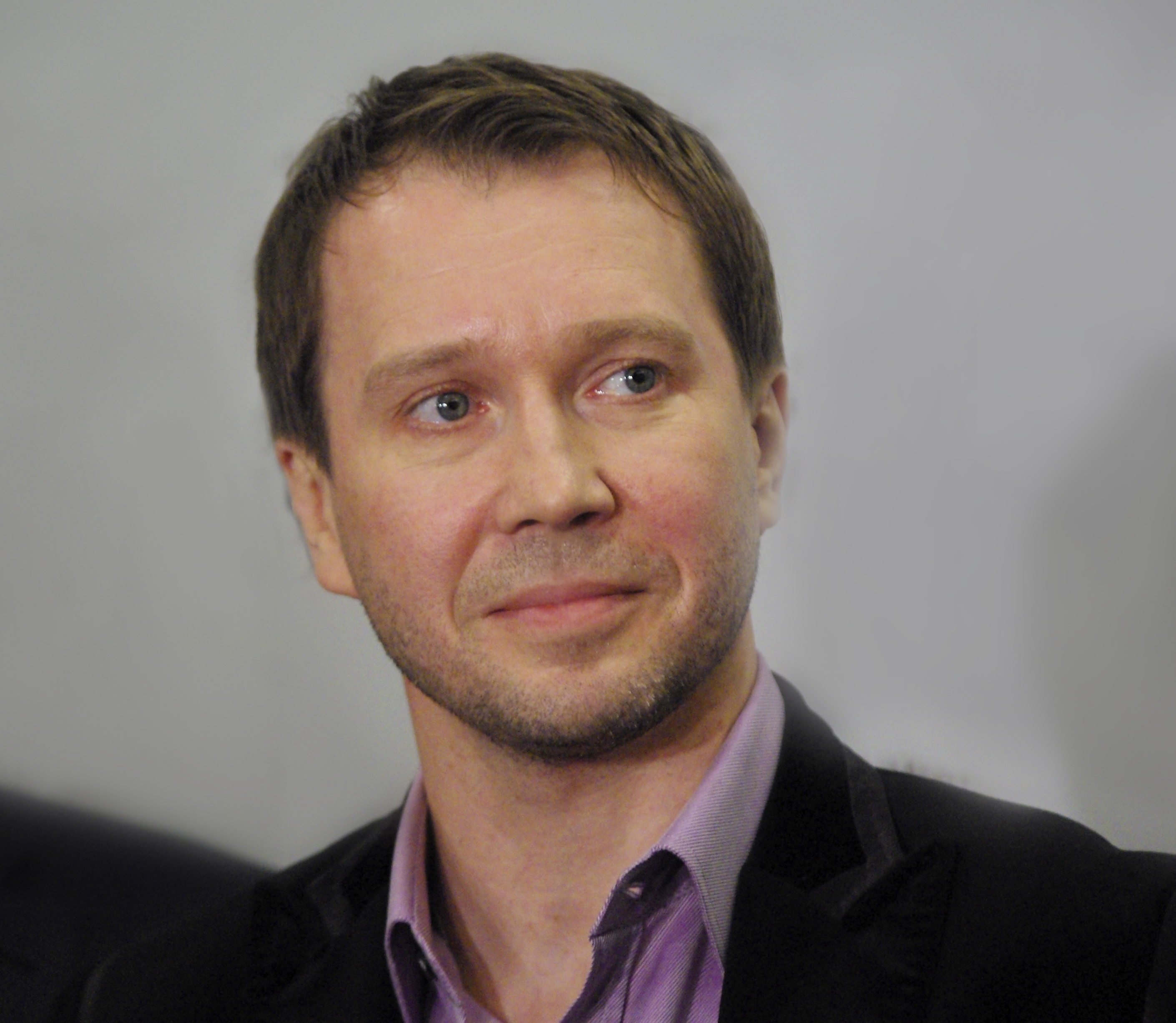
Jewgeni Mironow
(* 1966)

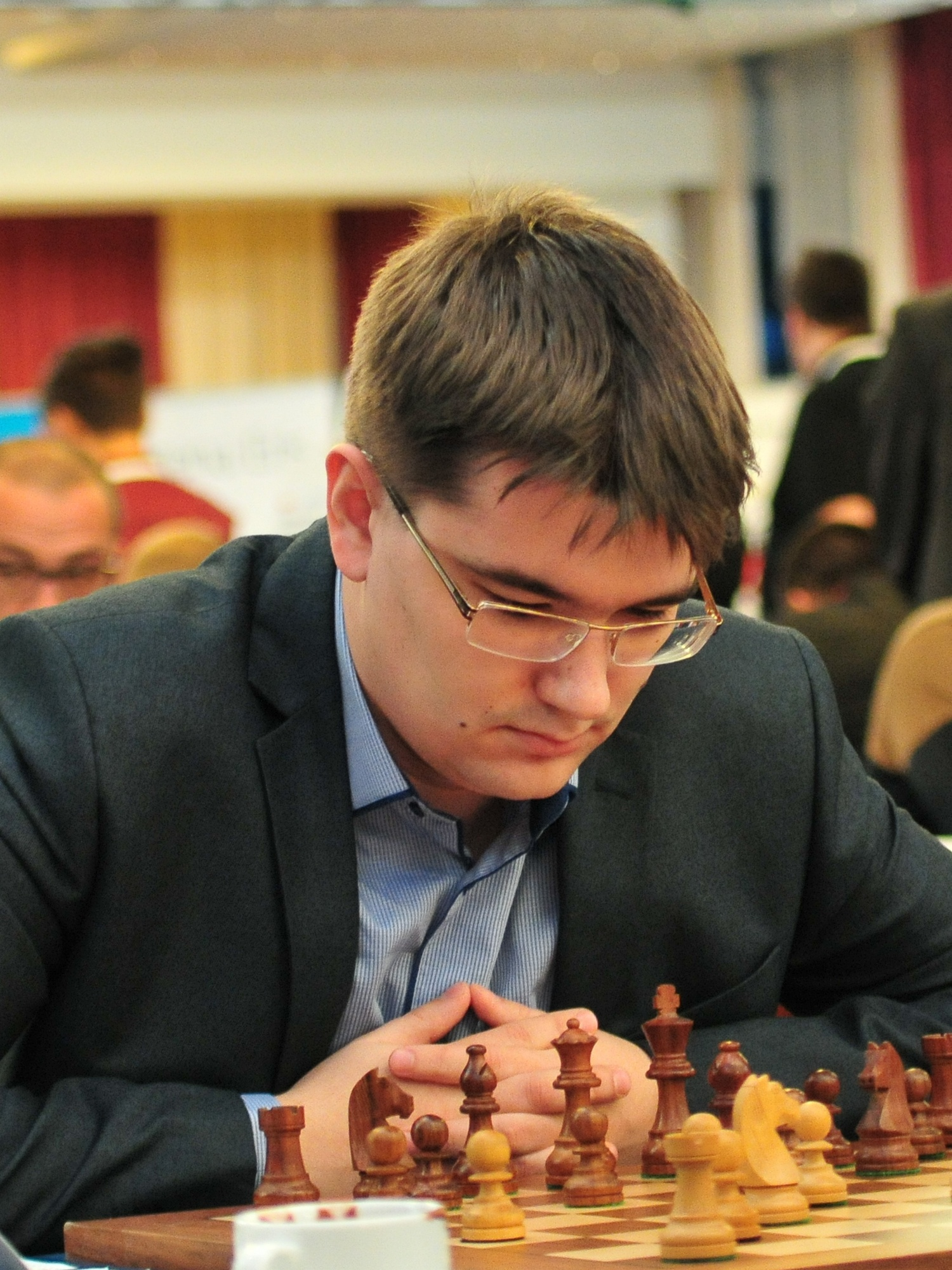
Jewgeni Tomaschewski
(* 1987)

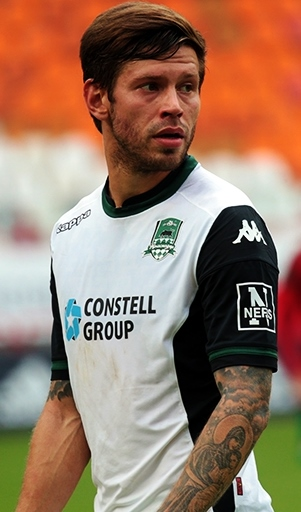
Fjodor Smolow
(* 1990)

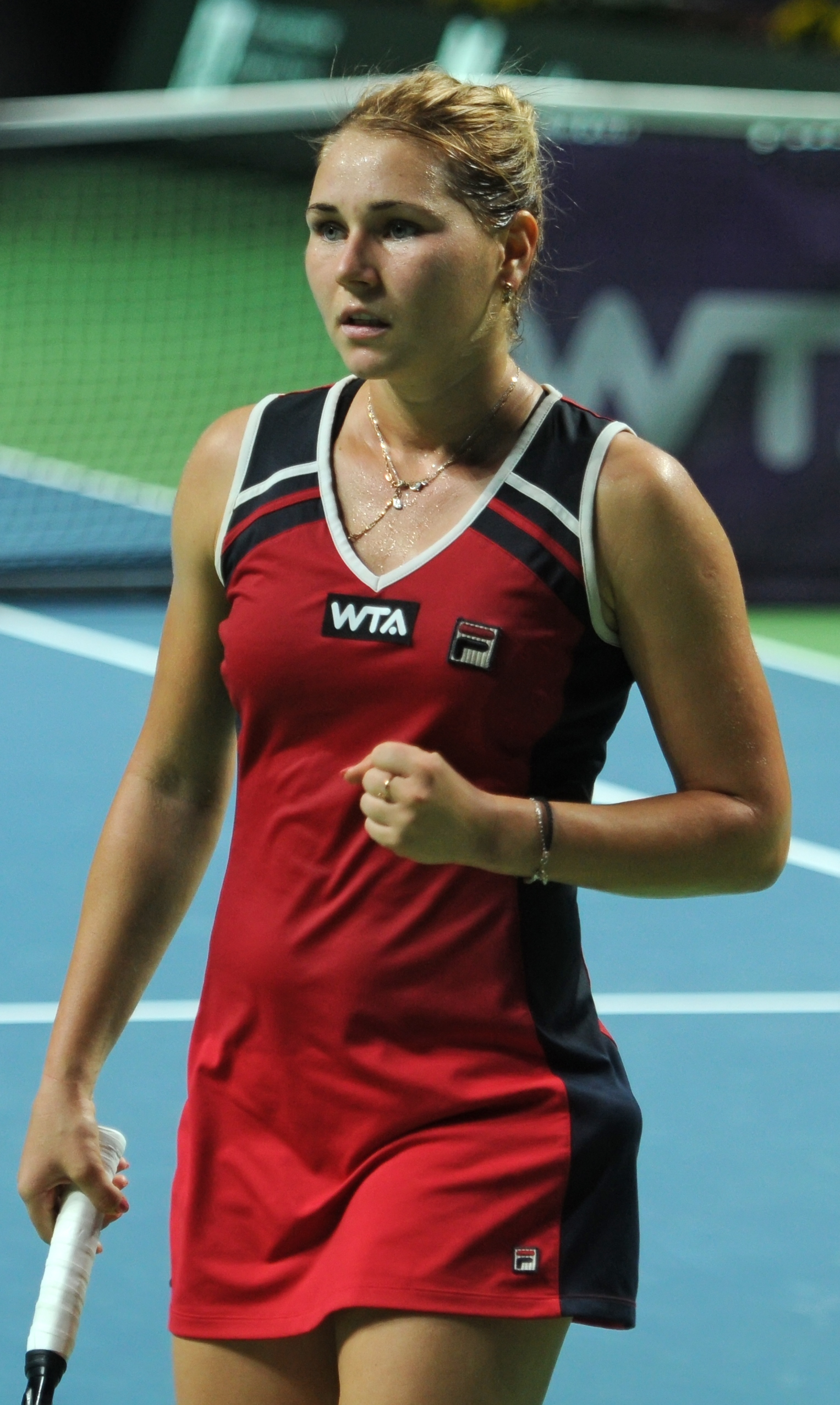
Walerija Solowjowa
(* 1992)

Folgende Persönlichkeiten sind in Saratow geboren. Die Auflistung erfolgt chronologisch nach Geburtsjahr.

### 19. Jahrhundert
- Nikolai Tschernyschewski (1828–1889), Schriftsteller und Kritiker
- Alexander Pypin (1833–1904), Literaturhistoriker und Ethnograf
- Firs Schurawljow (1836–1901), Genremaler
- Augustinus Gabel (1857–nach 1930), deutsch-russischer römisch-katholischer Geistlicher und Märtyrer
- Wiktor Borissow-Mussatow (1870–1905), Maler
- Nikolai Puschin (1875–1947), russisch-jugoslawischer Chemiker und Hochschullehrer
- Pjotr Ljaschtschenko (1876–1955), Ökonom und Hochschullehrer
- Pawel Warfolomejewitsch Kusnezow (1878–1968), Maler und Hochschullehrer
- Alexander Matwejew (1878–1960), Bildhauer und Hochschullehrer
- Arkadi Tugarinow (1880–1948), Ornithologe und Paläornithologe
- Alexei Rykow (1881–1938), sowjetischer Politiker
- Georgi Nikiforow (1884–1938), Dichter, Dramatiker und Prosaist
- Alexander Nikolski (1884–1953), Architekt
- Eduard Schiemann (1885–1942), deutsch-russischer Maler, Graphiker und Übersetzer
- Lew Myssowski (1888–1939), Physiker
- Georgi Oppokow (1888–1938), sowjetischer Politiker und erster Volkskommissar für Justiz nach der Oktoberrevolution
- Rachel (1890–1931), Dichterin und Zionistin
- Isaak Selenski (1890–1938), sowjetischer Politiker
- Konstantin Fedin (1892–1977), Schriftsteller
- Jelena Barulina (1895–1957), Botanikerin und Pflanzengenetikerin
- Walentina Mamontowa (1895–1982), Biologin und Pflanzenzüchterin
- Nikolai Semjonow (1896–1986), Physikochemiker und Nobelpreisträger für Chemie (1956)
- Alexander Weinstein (1897–1979), russisch-US-amerikanischer Mathematiker
- Stepan Kajukow (1898–1960), Theater- und Film-Schauspieler
- Nikolai Zizin (1898–1980), Biologe und Botaniker
- Wiktor Bolchowitinow (1899–1970), Flugzeugkonstrukteur
- Nadeschda Mandelstam (1899–1980), Autorin und Frau von Ossip Mandelstam

### 20. Jahrhundert
- Olga Dowbusch-Lubotsky, Cellistin

#### 1901–1920
- Nina Delektorskaja (1901–1985), Schauspielerin
- Wera Kamyschewa-Jelpatjewskaja (1901–1993), Paläontologin und Hochschullehrerin
- Ljubow Wassiljewa (1901–1985), Pilzkundlerin
- Adolf Ehrt (1902–1975), deutscher Soziologe
- Georgi Gumilewski (1902–1975), Theater- und Filmschauspieler
- Leopold Awerbach (1903–1937), Literaturkritiker
- Alexander Bek (1903–1972), Schriftsteller
- Walerija Gerassimowa (1903–1970), Schriftstellerin und Literaturkritikerin
- Dmitri Zyganow (1903–1992), Violinist und Musikpädagoge
- Boris Babotschkin (1904–1975), Schauspieler
- Herbert Gense (1904–1998), Genetiker und Pflanzenzüchter
- Alexander Norden (1904–1993), Mathematiker
- Ida Awerbach (1905–1938), Anwältin
- Soja Brod (1907–1972), Architektin
- Erika Müller-Hennig (1908–1985), deutsche Schriftstellerin
- Wiktor Wagner (1908–1981), Mathematiker
- Iwan Kusnezow (1909–1976), Theater- und Filmschauspieler
- Sweeney Schriner (1911–1990), kanadischer Eishockeyspieler
- Sergei Filippow (1912–1990), sowjetischer Schauspieler
- Igor Sacharow (1912–1977), Emigrant, Söldner, deutscher Agent
- Boris Andrejew (1915–1982), Schauspieler
- Jewgeni Pitowranow (1915–1999), KGB-Offizier und Politiker
- Michel Garder (1916–1993), französischer Militär und Ostexperte
- Alexander Obuchow (1918–1989), Physiker und angewandter Mathematiker
- Anatoli Bassistow (1920–1998), Wissenschaftler auf dem Gebiet der Rundfunktechnik

#### 1921–1940
- Jan Białostocki (1921–1988), polnischer Kunsthistoriker
- Boris Snetkow (1925–2006), sowjetischer Armeegeneral
- Wladimir Jankowski (1926–1980), sowjetischer Komponist und Musikwissenschaftler
- Nikolai Krogius (1930–2022), Schachgroßmeister, -funktionär und -autor
- Michail Schachow (* 1931), Ringer und olympischer Bronzemedaillengewinner 1956[1]
- Boris Tewlin (1931–2012), Musikwissenschaftler und Chorleiter
- Jewgeni Nikitin (* 1933), Chemiker
- Lew Pitajewski (1933–2022), Physiker
- Oleg Tabakow (1935–2018), Film- und Theaterschauspieler und -regisseur
- Juri Sissikin (* 1937), Fechter und Olympiasieger 1960 und 1964
- Irma Rausch (* 1938), Schauspielerin und Regisseurin
- Sergej Lopatin (1939–2004), Gewichtheber
- Juri Scharow (1939–2021), Fechter

#### 1941–1960
- August Kruse (1941–2025), russlanddeutscher lutherischer Prediger und Bischof
- Juri Simonow (* 1941), Dirigent
- Boris Gromow (* 1943), Generaloberst, Minister und von 2000 bis 2012 Gouverneur der Oblast Moskau
- Nikolai Lewinowski (* 1944), Jazz-Pianist, Komponist, Arrangeur, Bandleader und Autor
- Alexander Olschanski (* 1946), Mathematiker
- Juri Fedotow (1947–2022), Diplomat
- Wladimir Lanzberg (1948–2005), Liedermacher
- Igor Pomeranzew (* 1948), Schriftsteller
- Boris Lukomski (* 1951), Degenfechter
- Oleg Saljukow (* 1955), Militärführer und Oberbefehlshaber des Russischen Heeres
- Wladimir Skljarenko (* 1955), Oboist
- Sergei Konjagin (* 1957), Mathematiker
- Natalja Estemirowa (1958–2009), Historikerin, Journalistin und Menschenrechtlerin

#### 1961–1980
- Sergei Ageikin (1963–2001), Eishockeyspieler
- Wjatscheslaw Malzew (* 1964), Politiker
- Roman Abramowitsch (* 1966), Ölunternehmer und von 2000 bis 2008 Gouverneur der Region Tschukotka
- Anatoli Fedotow (* 1966), Eishockeyspieler
- Jewgeni Mironow (* 1966), Schauspieler
- Filipp Jankowski (* 1968), Schauspieler
- Dmitri Tschernyschenko (* 1968), Geschäftsmann und Politiker
- Sergei Jermischin (* 1970), Beachvolleyballspieler
- Aleh Ljawonzjeu (* 1970), weißrussisch-russischer Eishockeyspieler
- Olga Litzenberger (* 1971), russlanddeutsche Historikerin
- Ljudmila Galkina (* 1972), Leichtathletin und Weltmeisterin 1995 und 1997
- Sergei Nikolajew (* 1972), Eishockeytorwart
- Julija Lewina (* 1973), Ruderin, die viermal an Olympischen Spielen teilnahm
- Nikolai Nikolajewitsch Andrejew (* 1975), Mathematiker
- Olga Batalina (* 1975), Politikerin
- Alexei Jegorow (* 1976), Eishockeytorhüter
- Andreas Kilingaridis (1976–2013), griechischer Kanute

#### 1981–2000
- Alexei Iwanow (* 1981), Fußballspieler
- Denis Platonow (* 1981), Eishockeyspieler
- Jewgeni Schaposchnikow (* 1981), Schachspieler
- Witali Kabardin (* 1982), Sommerbiathlet
- Maxim Welikow (* 1982), Eishockeyspieler
- Natalija Gart (* 1983), Unternehmerin und Rennrodelfunktionärin
- Sergei Monja (* 1983), Basketballspieler
- Maxim Kriwonoschkin (* 1984), Eishockeyspieler
- Andrei Kuteikin (* 1984), Eishockeyspieler
- Andrei Murnin (* 1985), Fußballspieler
- Alexej Ostapenko (* 1986), Volleyballspieler und olympischer Bronzemedaillengewinner 2008[2]
- Alexander Popow (* 1986), DJ
- Stanislaw Romanow (* 1987), Eishockeyspieler
- Jewgeni Tomaschewski (* 1987), Schachmeister
- Natalija Martjaschewa (1988–2011), Para-Tischtennisspielerin und Paralympiasiegerin
- Artjom Tschebotarjow (* 1988), Boxer
- Zedd, eigtl. Anton Zaslavski (* 1989), russisch-deutscher Musikproduzent
- Fjodor Smolow (* 1990), Fußballspieler
- Alexander Loginow (* 1992), Biathlet
- Walerija Solowjowa (* 1992), Tennisspielerin
- Jekaterina Jaschina (* 1993), Tennisspielerin
- Alexei Loginov (* 1993), russisch-niederländischer Eishockeyspieler
- Danila Semerikow (* 1994), Eisschnellläufer
- Andrei Ussow (* 1994), Biathlet
- Artjom Timofejew (* 1994), Fußballspieler
- Nikita Porschnew (* 1996), Biathlet
- Michail Ussow (* 1996), Biathlet
- Anastassija Gassanowa (* 1999), Tennisspielerin
- Dora (* 1999), Singer-Songwriterin

### 21. Jahrhundert
- Anastassija Potapowa (* 2001), Tennisspielerin

## Ehrenbürger von Saratow
- Juri Gagarin (1934–1968), Kosmonaut[3][4]
- Oleg Tabakow (1935–2018), Film- und Theaterschauspieler und -regisseur[3][4]
- Gennadi Sarafanow (1942–2005), Kosmonaut[3][4]
- Boris Gromow (* 1943), Militär und Politiker[3][4]

## Personen mit Beziehung zu Saratow
- Juri Gagarin (1934–1968), Kosmonaut und erster Mensch im Weltraum; studierte an der Technischen Universität in Saratow und erhielt dort 1955 ein Diplom als Gießereitechniker. Gagarin landete nach seinem legendären Flug 1961 in der Nähe von Saratow.
- Oleg Antonow (1906–1984), Flugzeugkonstrukteur; entwarf 1923 im Alter von 17 Jahren als Schüler in Saratow nach einem Aufruf der Arbeitsgemeinschaft „Segelflug“ und der Zeitschrift „Smena“ sein erstes Segelflugzeug.
- Alexei Bogoljubow (1824–1896), Landschafts- und Marinemaler; eröffnete in Saratow 1885 das nach seinem Großvater Alexander Radischtschew benannte Radischtschew-Kunstmuseum
- Natalja Pogonina (* 1985), Schachspielerin; studierte Jura an der Staatlichen Rechtsakademie in Saratow und schloss ihr Studium 2008 ab
- Jean-Victor Poncelet (1788–1867), französischer Mathematiker, Ingenieur und Physiker; nahm 1812 an Napoleons Russlandfeldzug als Leutnant und Ingenieur teil, geriet in Kriegsgefangenschaft und verbrachte seine Haft bis 1814 in Saratow
- Lidija Ruslanowa (1900–1973), Folkloresängerin; arbeitete in einer Möbelfabrik in Saratow
- Pjotr Stolypin (1862–1911), Staatsmann, Premierminister Russlands von 1906 bis 1911; Gouverneur des Gouvernement Saratow von 1903 bis 1906
- Oleg Jankowski (1944–2009), Theater- und Filmschauspieler, Regisseur und Volkskünstler der UdSSR; absolvierte 1965 eine Theaterschule in Saratow und spielte am Saratower Drama-Theater
- Michail Galkin-Wraskoi (1832–1916), Jurist, Staatsbeamter und Autor in der Russischen Geographischen Gesellschaft; Gouverneur des Gouvernement Saratow vom 4. Oktober 1870 bis zum 23. April 1879

## In Saratow verstorbene Persönlichkeiten
- 1889: Nikolai Tschernyschewski (1828–1889), Schriftsteller und Kritiker
- 1894: Pawel Jablotschkow (1847–1894), Ingenieur und Erfinder
- 1921: Alexander Galizki (1863–1921), Schachkomponist
- 1938: Dawid Rjasanow (1870–1938), Marxist
- 1942: Mirko Beer (1905–1942), Militärarzt bei den republikanischen Truppen während des Spanischen Bürgerkrieges
- 1942: Maria Osten (1908–1942), deutsche Schriftstellerin
- 1942: Georgi Safarow (1891–1942), Revolutionär
- 1942: Jerzy Sosnowski (1896–1942), polnischer Major und Agent des polnischen Geheimdienstes
- 1943: Nikolai Wawilow (1887–1943), Botaniker und Genetiker
- 1986: Nikolai Tschudakow (1904–1986), Mathematiker